# Rože za Algernona
Rože za Algernona (v izvirniku angleško Flowers for Algernon) je znanstvenofantastični roman ameriškega pisatelja Daniela Keyesa, ki je prvič izšel leta 1966 pri založbi Harcourt, Brace & World. V slovenščini je izšel leta 2002 pri Založniškem ateljeju Blodnjak v prevodu Martina Kocjana. Gre za razširitev istoimenske kratke zgodbe, izdane leta 1959 v reviji The Magazine of Fantasy & Science Fiction.
Po zgradbi je to dnevniški roman, sestavljen iz zapisov umsko zaostalega Charlieja Gordona, ki je kot prvi človek podvržen eksperimentalni terapiji za povišanje inteligence, po tistem, ko so jo znanstveniki uspešno izvedli na Algernonu, laboratorijski miši. Ukvarja se s temami obravnave umsko zaostalih ljudi in etike ter morale umetnega spreminjanja človeških lastnosti.

## Zgodba
Charlie Gordon je umsko zaostal, a dobrodušen in zagnan fizični delavec z inteligenčnim količnikom pod 70, ki dela kot pomočnik v pekarni v New Yorku. Rad bi postal pameten, zato obiskuje popoldansko šolo za odrasle s posebnimi potrebami v ustanovi Beekmanove univerze, kjer se raziskovalci ukvarjajo z eksperimentalno psihologijo. Njegova učiteljica, mlada Alice Kinnian, ga zaradi motiviranosti priporoči kot testni subjekt za kirurški poseg, ki naj bi odpravil vzrok zaostalosti in mu tako umetno povišal inteligenco. Enak poseg so že uspešno opravili na laboratorijski miši Algernonu. Na željo vodje projekta prične pisati poročila o napredku, v katerih razkriva svoja občutenja in opazovanja.
Operacija je zelo uspešna in v roku nekaj mesecev se Charliejeva inteligenca poviša na raven genija. Brati začne raznovrstno literaturo (kar se vedno bolj odraža tudi v slogu njegovega pisanja), se nauči več jezikov in spozna več znanstvenih ved, vendar pa se zaradi teh sprememb poslabšajo njegovi odnosi z drugimi ljudmi. Kmalu spozna, da ga sodelavci v pekarni niso imeli za prijatelja, kakor je mislil do tedaj, ampak le za norčka. Ker jih je »novega« Charlieja strah, dosežejo, da je odpuščen. Poleg tega njegov čustveni razvoj ne dohaja intelektualnega. S težavo se sooča s prebujenimi spomini na otroštvo, predvsem na mater, ki ga je silila »biti normalen«. Čustvena blokada mu tudi prepreči vzpostaviti ljubezenski odnos z Alice, ki ga močno privlači, in se ponovno zbližati z očetom. Hkrati zelo zameri raziskovalcem, predvsem profesorju Nemurju, da ga ves čas obravnavajo kot testni subjekt in ne kot osebo. Uteho išče v učenju in delu, med drugim se loti več znanstvenih raziskav in ustvarjanja glasbe.
Nejevolja nad Nemurjevim odnosom doseže vrhunec na predstavitvi uspeha terapije na znanstvenem kongresu. Tam povzroči škandal, ko izpusti Algernona, s katerim se vedno bolj identificira, iz testnega labirinta in z njim pobegne nazaj v New York. Skrivoma najame stanovanje in se zaplete s sosedo, lahkoživo umetnico Fay. Šele s to žensko, na katero ni čustveno navezan, je sposoben doživeti spolnost. Ponoči skupaj popivata, ob čemer občasno pride na dan »stari« Charlie, podnevi pa piše poročila in nadaljuje z raziskavami na Algernonu kot enakovreden raziskovalec na projektu prof. Nemurja. Charlie ob višku svojega razvoja opazi, da se je mišak začel nenavadno obnašati, hkrati pa odkrije tudi napako v teoretični podlagi terapije, ki bo kmalu povzročila, da bosta oba hitro izgubila pridobljene umske sposobnosti.
Mišak res postane še bolj nepredvidljiv in kmalu po tistem pogine, Charlie pa si začne še bolj krčevito prizadevati, da bi končal svoje projekte in se soočil s preteklostjo, preden bo prepozno. Obišče svoj nekdanji dom, ki je zdaj v zanikrni soseski, a se uspe ponovno zbližati le s sestro, saj ga postarana in dementna mati ne prepozna več. Ko njegova inteligenca vztrajno nazaduje, končno dozori čustveno in se spusti v izpolnjujoč odnos z Alice, a je to obdobje kratko, saj se v nekaj tednih vrne na umski nivo pred operacijo. Ponovno odide delat v pekarno, a ne prenese, da ga drugi pomilujejo (zaradi česar je pred tem nagnal tudi Alice). Nazadnje se odloči, da bo odšel v dom za umsko zaostale, kjer nihče ne ve, da je bil nekoč genij. V zadnjem zapisu v svojem dnevniku prosi, naj nekdo odnese rože na Algernonov grob.

## Odzivi
Zgodba je doživela velik kritiški in komercialni uspeh; že za kratko različico v reviji The Magazine of Fantasy & Science Fiction je Daniel Keyes leta 1960 prejel nagrado Hugo, za roman pa leta 1966 še nagrado Nebula. Prodanih je bilo več kot pet milijonov izvodov, od tega milijon in pol na Japonskem, kjer je knjiga običajno čtivo pri poučevanju angleščine.
Danes roman velja za klasiko znanstvene fantastike in eno najbolj pronicljivih del tega žanra, ki zaradi svoje tematike ostaja aktualno v dobi genetskega inženirstva. Občinstvo ameriške medijske organizacije NPR je v nedavni anketi Rože za Algernona uvrstilo med 100 najboljših znanstvenofantastičnih in fantazijskih knjig. Rože za Algernona je poleg tega ena največkrat prirejenih znanstvenofantastičnih zgodb, saj je po njej nastalo več filmov, radijskih in gledaliških iger ter drugih del v več državah. Med drugim je leta 1968 po njej nastal hollywoodski film Charly režiserja Ralpha Nelsona, v katerem je naslovni lik upodobil igralec Cliff Robertson in za to vlogo prejel oskarja.
Po drugi strani je bil roman v 1990. letih eden od tistih, ki so jih različni posamezniki ali skupine največkrat poskušali odstraniti iz knjižničnih zbirk v ameriških šolah, predvsem zaradi motiva spolnosti.